# خوش‌بال کروپ
خوش‌بال کروپ (نام علمی: Euptera aurantiaca) نام یک گونه از سرده خوش‌بال‌ها است.